# 南马鲁特阿环礁
南马鲁特阿环礁（Marutea Sud，亦作Marutea-i-runga或Nuku-nui）是南太平洋法属波利尼西亚的环礁，属于土阿莫土群岛的一部分，行政上由甘比尔市镇管辖。本環礁位於群島東南方最遠處，位於瑪麗亞環礁東北方72 km處。
環礁的形狀不規則，被一輪暗礁環繞，形成一個面积達112平方公里的潟湖。環礁长20公里、宽8公里，地勢低平。陆地面积12平方公里，2012年人口245人。